# Stigmella stelviana
Stigmella stelviana is een vlinder uit de familie dwergmineermotten (Nepticulidae). De wetenschappelijke naam is voor het eerst geldig gepubliceerd in 1938 door Weber.
De soort komt voor in Europa.